# 4356 Marathon
A 4356 Marathon (ideiglenes jelöléssel 9522 P-L) a Naprendszer kisbolygóövében található aszteroida. Cornelis Johannes van Houten,  Ingrid van Houten-Groeneveld,  Tom Gehrels fedezte fel 1960. október 17-én.